# Liga Dominicana de Fútbol 2019
La Liga Dominicana de Fútbol 2019 fue la edición número 5 de la Liga Dominicana de Fútbol, la liga más importante del país. Comenzó el 30 de marzo y finalizó el 24 de noviembre. En la competición participaron 11 equipos con un detalle, hubo descensos y también se jugó el play-off de campeonato a través de los campeones del Apertura y Clausura. Si un equipo gana los torneos consecutivos se proclama campeón.

## Equipos participantes[1]

### Equipos porprovincia
| Provincia         | N.º | Equipos                           |
| ----------------- | --- | --------------------------------- |
| Distrito Nacional | 2   | Club Atlético Pantoja y O&M FC    |
| La Vega           | 2   | Atlético Vega Real y Jarabacoa FC |
| Duarte            | 1   | Atlético San Francisco            |
| Espaillat         | 1   | Moca FC                           |
| La Romana         | 1   | Delfines del Este FC              |
| Puerto Plata      | 1   | Atlántico FC                      |
| San Cristóbal     | 1   | Atlético San Cristóbal            |
| Santiago          | 1   | Cibao FC                          |
| Santo Domingo     | 1   | Club Barcelona Atlético           |

## Torneo Apertura
Actualizado el 28 de Junio 2019
| Pos. | Equipo                 | PJ | PG | PE | PP | GF | GC | DG  | Pts. | Clasificado a       |
| ---- | ---------------------- | -- | -- | -- | -- | -- | -- | --- | ---- | ------------------- |
| 1    | Cibao FC               | 10 | 8  | 2  | 0  | 22 | 5  | +17 | 26   | Líder y Semifinales |
| 2    | Jarabacoa FC           | 10 | 5  | 3  | 2  | 11 | 6  | +5  | 18   | Semifinales         |
| 3    | Atlético Pantoja       | 10 | 5  | 2  | 3  | 19 | 9  | +10 | 17   | Semifinales         |
| 4    | Moca FC                | 10 | 4  | 4  | 2  | 8  | 5  | +3  | 16   | Semifinales         |
| 5    | Atlético Vega Real     | 10 | 4  | 3  | 3  | 12 | 15 | -3  | 15   |                     |
| 6    | O&M FC                 | 10 | 3  | 4  | 3  | 15 | 9  | +6  | 13   |                     |
| 7    | Atlético San Francisco | 10 | 1  | 7  | 2  | 9  | 11 | -2  | 10   |                     |
| 8    | Atlántico FC           | 10 | 0  | 8  | 2  | 8  | 11 | -3  | 8    |                     |
| 9    | Barcelona Atlético     | 10 | 2  | 2  | 6  | 8  | 19 | -11 | 8    |                     |
| 10   | Delfines del Este FC   | 10 | 1  | 4  | 5  | 10 | 17 | -7  | 7    |                     |
| 11   | Atlético San Cristóbal | 10 | 2  | 1  | 7  | 8  | 23 | -15 | 7    |                     |

### Semifinales

#### Cibao FC - Moca FC
| 22 de junio de 2019 | Moca FC | 0:2 | Cibao FC | Estadio Polideportivo Moca, Moca |  |
| 16:00               |         |     |          |                                  |  |

| 30 de junio de 2019        | Cibao FC | 1:1 (Global 3:1) | Moca FC | Estadio Cibao, Cibao |  |
| 18:00                      |          |                  |         |                      |  |
| Cibao FC Avanzó a la final |          |                  |         |                      |  |

#### Jarabacoa FC - Atlético Pantoja
| 23 de junio de 2019 | Atlético Pantoja | 1:1 | Jarabacoa FC | Estadio Olímpico Félix Sánchez, Santo Domingo |  |
| 16:00               |                  |     |              |                                               |  |

| 29 de junio de 2019                 | Jarabacoa FC | 0:0 (2:3 p.)(Global 1:1) | Atlético Pantoja | Estadio Olímpico de La Vega, La Vega |  |
| 16:00                               |              |                          |                  |                                      |  |
| Atlético Pantoja Avanzó a la final. |              |                          |                  |                                      |  |

### Final

#### Cibao FC - Atlético Pantoja
| 06 de julio de 2019 | Cibao FC | 0:0 (0:3 p.) | Atlético Pantoja | Estadio Cibao, Cibao |  |
| 18:00               |          |              |                  |                      |  |

## Torneo Clausura
Actualizado el 6 de octubre de 2019
| Pos. | Equipo                 | PJ | PG | PE | PP | GF | GC | DG  | Pts. | Clasificado a       |
| ---- | ---------------------- | -- | -- | -- | -- | -- | -- | --- | ---- | ------------------- |
| 1    | Cibao FC               | 10 | 7  | 1  | 2  | 17 | 10 | +7  | 22   | Líder y Semifinales |
| 2    | Atlético Vega Real     | 10 | 5  | 3  | 2  | 16 | 7  | +9  | 18   | Semifinales         |
| 3    | Atlético San Cristóbal | 10 | 5  | 3  | 2  | 13 | 10 | +3  | 18   | Semifinales         |
| 4    | Atlántico FC           | 10 | 4  | 4  | 2  | 10 | 8  | +2  | 16   | Semifinales         |
| 5    | Delfines del Este FC   | 10 | 4  | 3  | 3  | 10 | 7  | +3  | 15   |                     |
| 6    | Jarabacoa FC           | 10 | 4  | 3  | 3  | 10 | 9  | +1  | 15   |                     |
| 7    | Atlético Pantoja       | 10 | 4  | 2  | 4  | 12 | 9  | +3  | 14   |                     |
| 8    | Moca FC (*)            | 10 | 3  | 5  | 2  | 9  | 10 | -1  | 13   |                     |
| 9    | O&M FC                 | 10 | 3  | 2  | 5  | 10 | 12 | -2  | 11   |                     |
| 10   | Atlético San Francisco | 10 | 2  | 2  | 6  | 6  | 16 | -10 | 8    |                     |
| 11   | Barcelona Atlético     | 10 | 0  | 0  | 10 | 4  | 19 | -15 | 0    |                     |

Se le descontaron 1 punto.

## Liguilla

### Semifinales

#### Cibao FC - Atlántico FC
| 19 de octubre de 2019 | Atlántico FC | 0:1 | Cibao FC | Estadio Leonel Plácido, Puerto Plata |  |
| 16:00                 |              |     |          |                                      |  |

| 26 de octubre de 2019       | Cibao FC | 1:0 (Global 2:0) | Atlántico FC | Estadio Cibao, Cibao |  |
| 14:00                       |          |                  |              |                      |  |
| Cibao FC Avanzó a la final. |          |                  |              |                      |  |

#### Atlético Vega Real - Atlético San Cristóbal
| 19 de octubre de 2019 | Atlético San Cristóbal | 3:2 | Atlético Vega Real | Estadio Panamericano de San Cristóbal, San Cristóbal |  |
| 16:00                 |                        |     |                    |                                                      |  |

| 26 de octubre de 2019                     | Atlético Vega Real | 1:2 (Global 3:5) | Atlético San Cristóbal | Estadio Olímpico de La Vega, La Vega |  |
| 17:00                                     |                    |                  |                        |                                      |  |
| Atlético San Cristóbal Avanzó a la final. |                    |                  |                        |                                      |  |

### Final

#### Cibao FC - Atlético San Cristóbal
| 2 de noviembre de 2019 | Cibao FC                                                 | 3:0 (0:0) | Atlético San Cristóbal | Estadio Cibao, Cibao             |                                  |
|                        | Dorny Romero 69' · Max Rauhofer 86' · Ezequiel Pérez 90' |           |                        | Árbitro(s): Sandy Vásquez Vargas | Árbitro(s): Sandy Vásquez Vargas |

## Final por el campeonato

### Cibao FC - Atlético Pantoja
| 9 de noviembre de 2019 | Atlético Pantoja | 1:2 (1:0) | Cibao FC                                  | Estadio Olímpico Félix Sánchez, Santo Domingo |  |
| 22:00                  | Luis Espinal 39' |           | Ezequiel Pérez 90+2' · César García 90+4' |                                               |  |

| 24 de noviembre de 2019 | Cibao FC | 0:1 (2:4 p.)(Global 2:2) | Atlético Pantoja      | Estadio Cibao, Cibao |  |
| 18:00                   |          |                          | Nerlin Saint-Vill 33' |                      |  |

## Tabla Acumulada
Actualizado el 6 de octubre de 2019.
| Pos. | Equipo                 | PJ | PG | PE | PP | GF | GC | DG  | Pts. | Clasificado a                       |
| ---- | ---------------------- | -- | -- | -- | -- | -- | -- | --- | ---- | ----------------------------------- |
| 1    | Cibao FC               | 20 | 15 | 3  | 2  | 39 | 15 | +24 | 48   | Campeonato de Clubes de la CFU 2020 |
| 2    | Atlético Vega Real     | 20 | 9  | 6  | 5  | 28 | 22 | +6  | 33   |                                     |
| 3    | Jarabacoa FC           | 20 | 9  | 6  | 5  | 21 | 15 | +6  | 33   |                                     |
| 4    | Atlético Pantoja       | 20 | 9  | 4  | 7  | 31 | 18 | +13 | 31   | Campeonato de Clubes de la CFU 2020 |
| 5    | Moca FC (*)            | 20 | 7  | 9  | 4  | 17 | 15 | +2  | 29   |                                     |
| 6    | Atlético San Cristóbal | 20 | 7  | 4  | 9  | 21 | 33 | -12 | 25   |                                     |
| 7    | O&M FC                 | 20 | 6  | 6  | 8  | 25 | 21 | +4  | 24   |                                     |
| 8    | Atlántico FC           | 20 | 4  | 12 | 4  | 18 | 19 | -1  | 24   |                                     |
| 9    | Delfines del Este FC   | 20 | 5  | 7  | 8  | 20 | 24 | -4  | 22   |                                     |
| 10   | Atlético San Francisco | 20 | 3  | 9  | 8  | 15 | 27 | -12 | 18   |                                     |
| 11   | Barcelona Atlético (D) | 20 | 2  | 2  | 16 | 12 | 38 | -26 | 8    | Descenso a LDF Serie B 2020         |
| 12   | Inter RD (D)           | 0  | 0  | 0  | 0  | 0  | 0  | 0   | 0    | Descenso a LDF Serie B 2020         |

Se le descontaron 1 punto.